# Dysschema aethiops
Dysschema aethiops là một loài bướm đêm thuộc phân họ Arctiinae, họ Erebidae.